# Nipponentomon khabarovskense
Nipponentomon khabarovskense är en urinsektsart som beskrevs av Nakamura 2004. Nipponentomon khabarovskense ingår i släktet Nipponentomon och familjen lönntrevfotingar. Inga underarter finns listade i Catalogue of Life.